# 金光大神
金光大神（こんこう だいじん、文化11年8月16日（1814年9月29日） - 明治16年（1883年）10月10日）は、日本の宗教家、金光教教祖。戸籍名は金光大陣。川手文治郎、赤沢文治とも名乗った。

## 経歴

### 開教前
備中国浅口郡占見村字香取（現岡山県浅口市金光町）の農家香取十平（かんどり じゅうへい）・しもの次男として生まれる。幼名は源七（げんしち）。
1825年（文政8年）11月26日、同郡大谷村（現浅口市金光町）の農家・川手粂治郎（かわてくめじろう）の養嗣子に迎えられ、川手文治郎（かわて ぶんじろう）と改名した。1831年（天保2年）、浅尾藩主に蒔田広運が就任し、藩主の幼名（荘次郎）と同一音の「次郎名」が禁止されたため、文治郎も川手国太郎（くにたろう）と改名した。1836年（天保7年）8月6日、養父多郎左衛門（粂治郎を改め）が死去した。臨終に際しての養父の遺言により、赤沢姓に改め赤沢国太郎となった。1844年（天保15年）、赤沢文治（あかざわ ぶんじ）に改名した。
他の村人から「信心文さ」と呼ばれるぐらい、当時の民間信仰に手厚く丁寧で、人望もあり、田畑も増やし村の自作農家では十指に入るほどの成功を収めたが、三度の自宅建築のたびに家族や飼牛を亡くし、村人等は金神の祟り「金神七殺」と恐れたという。
1855年（安政2年）、当時厄年といわれた数え年42歳の時、年頭に厄除け祈願を多方面の寺社にて行ったにもかかわらず、喉の大病に患り、医師には「九死に一生」といわれ治療法はないといわれる。親族が集まり、この病気平癒の祈祷を行った時の体験で神仏の救いを実感し、信心を深めた。後に、この闘病のときに「天地金乃神」（てんちかねのかみ）の声を聞いたとしている。
1857年（安政4年）、実弟の香取繁右衛門（かんどり しげえもん、香取金光教開祖）に金神の神懸かりがあり、その後金神の祈祷者となったことから弟を通じて金神を主として信仰しはじめ、次第に自らも金神の啓示が分かるようになり、数々の不思議な体験をした。
1859年（安政6年）10月21日、神示（立教神伝）により農業をやめて「取次」業に専念するようになった。取次は神の人類救済の願いを人に伝え、人の難義を神に祈る救済行為とされる。
1868年（明治元年）、神から「生神金光大神」という神号を受けたとされる。明治新政府が戸籍を編成する際、名前を「金光大神」と届け出たが、戸籍には「神」の代わりに同音の「陣」を用い「金光大陣」と記載された。1883年（明治16年）10月10日に死去した。

## 家族
子に金光金吉（金光正神）、金光萩雄（金光山神・二代金光大陣）、金光宅吉（金光四神）、藤井くら、古川このらがいる。

## 神号などの変遷
- (1)下葉の氏子（したばのうじこ）-安政5年（1858年）正月朔日
- (2)一乃弟子（いちのでし）-安政5年（1858年）9月23日
- (3)文治大明神（ぶんじだいみょうじん）-安政5年（1858年）12月24日
- (4)金子大明神（こんしだいみょうじん）-安政6年（1859年）6月10日
- (5)金光大明神（こんこうだいみょうじん）-文久2年（1862年）11月23日
- (6)金光大権現（こんこうだいごんげん）-元治元年（1864年）10月24日
- (7)生神金光大神（いきがみこんこうだいじん）-明治元年（1868年）9月24日

解説
- 神号（神名）は、信仰の進み具合で名付けられた様である。ただ（6）から（7）の変遷については、慶應4年3月28日の「神仏分離令」（太政官第196号）により、神仏混交型の金光大権現（権現は仏式）が使用禁止となった影響もあるといわれている。
- 神号は、文久年間より、篤信の信者にも与えられるようになった。「一乃弟子」→「金子宮」→「金子明神」→「金子大明神」→「金光大神」と信仰の段階が進んだ。
- 信者への神号授与は、明治3年に浅尾藩社寺司局から、「出社神号差し止め命令」が出たことにより終了した。教祖はその後、例えば白神新一郎（しらが しんいちろう）には、読み方を「しらかみ」と変えさせたり、近藤与三郎（こんどう よさぶろう）に藤守（ふじもり←金光藤守を与えたが、金光姓は恐れ多いので本人は承けなかったらしい）という名を与えたりして、神号代わりにした様である。

### その他の金光大神
なお、篤信者に与えられる神号としての金光大神は他にも、斉藤重右衛門（笠岡金光大神）、片岡次郎四郎（才崎金光大神）に与えられており、区別して教祖金光大神または生神金光大神と呼ぶ場合がある。